# Скурді
Скурді (груз. სკურდი) — село в Грузії.
За даними перепису населення 2014 року в селі проживає 241 особи.